# Meridià 123 a l'est
El meridià 123 a l'est de Greenwich és una línia de longitud que s'estén des del pol Nord travessant l'oceà Àrtic, Àsia, l'oceà Índic, l'oceà Antàrtic, Austràlia i l'Antàrtida fins al pol Sud.
El meridià 123 a l'est forma un cercle màxim amb el meridià 57 a l'oest. Com tots els altres meridians, la seva longitud correspon a una semicircumferència terrestre, uns 20.003,932 km. Al nivell de l'Equador, és a una distància del meridià de Greenwich de 13.692 km.

## De Pol a Pol
Començant en el pol Nord i dirigint-se cap al pol Sud, aquest meridià travessa:
| Coordenades                               | País, territori o mar        | Notes |
| ----------------------------------------- | ---------------------------- | --- |
| 90° 0′ N, 123° 0′ E / 90.000°N,123.000°E  | Oceà Àrtic                   | |
| 78° 2′ N, 123° 0′ E / 78.033°N,123.000°E  | Mar de Làptev                | |
| 72° 57′ N, 123° 0′ E / 72.950°N,123.000°E | Rússia                       | Sakhà Óblast de l'Amur — des de 56° 31′ N, 123° 0′ E / 56.517°N,123.000°E |
| 53° 30′ N, 123° 0′ E / 53.500°N,123.000°E | República Popular de la Xina | Heilongjiang Mongòlia Interior — des de 51° 17′ N, 123° 0′ E / 51.283°N,123.000°E Heilongjiang — des de 47° 43′ N, 123° 0′ E / 47.717°N,123.000°E Mongòlia Interior — des de 46° 42′ N, 123° 0′ E / 46.700°N,123.000°E Jilin — des de 46° 6′ N, 123° 0′ E / 46.100°N,123.000°E Mongòlia Interior — des de 44° 29′ N, 123° 0′ E / 44.483°N,123.000°E Liaoning — des de 42° 44′ N, 123° 0′ E / 42.733°N,123.000°E |
| 39° 40′ N, 123° 0′ E / 39.667°N,123.000°E | Mar Groc                     | Passa a l'est de la Península de Shandong, Shandong, República Popular de la Xina (at 37° 23′ N, 122° 42′ E / 37.383°N,122.700°E) |
| 33° 17′ N, 123° 0′ E / 33.283°N,123.000°E | Mar de la Xina Oriental      | Passa a l'est de l'arxipèlag Zhoushan, Zhejiang, República Popular de la Xina (at 30° 25′ N, 122° 56′ E / 30.417°N,122.933°E) |
| 24° 28′ N, 123° 0′ E / 24.467°N,123.000°E | Japó                         | Prefectura d'Okinawa — illa de Yonaguni |
| 24° 26′ N, 123° 0′ E / 24.433°N,123.000°E | Oceà Pacífic                 | Mar de les Filipines |
| 14° 7′ N, 123° 0′ E / 14.117°N,123.000°E  | Filipines                    | illa de Luzon |
| 13° 31′ N, 123° 0′ E / 13.517°N,123.000°E | Golf de Ragay                | |
| 13° 9′ N, 123° 0′ E / 13.150°N,123.000°E  | Filipines                    | illa de Burias |
| 13° 0′ N, 123° 0′ E / 13.000°N,123.000°E  | Mar de Sibuyan               | |
| 11° 30′ N, 123° 0′ E / 11.500°N,123.000°E | Filipines                    | illa de Panay |
| 11° 5′ N, 123° 0′ E / 11.083°N,123.000°E  | Estret de Guimaras           | |
| 10° 55′ N, 123° 0′ E / 10.917°N,123.000°E | Filipines                    | illa de Negros |
| 9° 3′ N, 123° 0′ E / 9.050°N,123.000°E    | Mar de Sulu                  | |
| 8° 25′ N, 123° 0′ E / 8.417°N,123.000°E   | Filipines                    | illa de Mindanao |
| 7° 28′ N, 123° 0′ E / 7.467°N,123.000°E   | Mar de Cèlebes               | |
| 0° 58′ N, 123° 0′ E / 0.967°N,123.000°E   | Indonèsia                    | illa de Sulawesi (península de Minahassa) |
| 0° 30′ N, 123° 0′ E / 0.500°N,123.000°E   | Golf de Tomini               | |
| 0° 37′ S, 123° 0′ E / 0.617°S,123.000°E   | Indonèsia                    | illa de Sulawesi (Península de l'Est) |
| 0° 54′ S, 123° 0′ E / 0.900°S,123.000°E   | Estrets de Peleng            | |
| 1° 12′ S, 123° 0′ E / 1.200°S,123.000°E   | Indonèsia                    | illa de Peleng |
| 1° 31′ S, 123° 0′ E / 1.517°S,123.000°E   | Mar de Banda                 | Passa a l'oest de l'illa de Manui, Indonèsia (a 3° 35′ S, 123° 2′ E / 3.583°S,123.033°E) |
| 4° 0′ S, 123° 0′ E / 4.000°S,123.000°E    | Indonèsia                    | illa de Wowoni |
| 4° 12′ S, 123° 0′ E / 4.200°S,123.000°E   | Mar de Banda                 | Passa a l'est de l'illa de Sulawesi, Indonèsia (a 4° 19′ S, 122° 54′ E / 4.317°S,122.900°E) |
| 4° 23′ S, 123° 0′ E / 4.383°S,123.000°E   | Indonèsia                    | illa de Buton |
| 4° 56′ S, 123° 0′ E / 4.933°S,123.000°E   | Mar de Banda                 | |
| 5° 9′ S, 123° 0′ E / 5.150°S,123.000°E    | Indonèsia                    | illa de Buton |
| 5° 23′ S, 123° 0′ E / 5.383°S,123.000°E   | Mar de Banda                 | |
| 8° 17′ S, 123° 0′ E / 8.283°S,123.000°E   | Indonèsia                    | Illes de Flores, Adonara i Solor |
| 8° 30′ S, 123° 0′ E / 8.500°S,123.000°E   | Mar de Savu                  | |
| 10° 44′ S, 123° 0′ E / 10.733°S,123.000°E | Indonèsia                    | illa de Rote |
| 10° 52′ S, 123° 0′ E / 10.867°S,123.000°E | Oceà Índic                   | |
| 12° 14′ S, 123° 0′ E / 12.233°S,123.000°E | Austràlia                    | Illes Ashmore i Cartier |
| 12° 7′ S, 123° 0′ E / 12.117°S,123.000°E  | Oceà Índic                   | |
| 16° 23′ S, 123° 0′ E / 16.383°S,123.000°E | Austràlia                    | Austràlia Occidental |
| 33° 52′ S, 123° 0′ E / 33.867°S,123.000°E | Oceà Índic                   | Les autoritats australianes consideren això com a part de l'oceà Antàrtic[3][4] |
| 60° 0′ S, 123° 0′ E / 60.000°S,123.000°E  | Oceà Antàrtic                | |
| 66° 40′ S, 123° 0′ E / 66.667°S,123.000°E | Antàrtida                    | Territori Antàrtic Australià, reclamat per Austràlia |